# Dímer (Ucraïna)
Dímer (en ucraïnès Димер) és una vila de la província de Kíev, Ucraïna. El 2021 tenia 5.624 habitants. La ciutat caigué sota el control de l'exèrcit rus durant la invasió russa d'Ucraïna del 2022.